# En bonde og hans gård
En bonde og hans gård er en dansk dokumentarfilm fra 1958 instrueret af Hagen Hasselbalch.

## Handling
Filmen giver glimt af livet og arbejdet på en almindelig dansk bondegård i løbet af et år. Den er optaget hos gårdejer Marius Pallisgaard, Kirkebjerggård, Ørslev ved Vordingborg. Familien Pallisgaard medvirker i filmen.